# 32276 Allenliu
32276 Allenliu este o planetă minoră (asteroid) din centura de asteroizi. A fost descoperită pe 1 august 2000 la Experimental Test Site⁠(d) de Lincoln Near-Earth Asteroid Research. 
Obiectul prezintă o orbită caracterizată de o semiaxă mare de 2,2806584 UAi, o excentricitate de 0,05, o înclinație de 6,54607 ° în raport cu ecliptica.